# Festpreisverfahren
Das Festpreisverfahren ist im Bank- und Börsenwesen eine Aktienemission, bei welcher der Emissionskurs vom Emittenten der Aktien gemeinsam mit dem Konsortialführer eines Bankenkonsortiums festgelegt wird.

## Allgemeines
Der Festpreis soll darauf hinweisen, dass der Emissionskurs vor der Emission ohne Rücksicht auf den aktuellen Börsenkurs festgelegt wird. Das Festpreisverfahren ist eines von drei Arten, nach denen der Emissionskurs einer Emission festgelegt werden kann. Daneben gibt es noch das  Auktionsverfahren und das Bookbuilding-Verfahren. Diese Verfahren berücksichtigen bei der Kursbildung die vorhandene Nachfrage, das Festpreisverfahren dagegen nicht.

## Ablauf
Der Emissionskurs wird beim Festpreisverfahren vom Emittenten in der Regel auf der Grundlage von fundamentalen Unternehmensbewertungen und anderer betriebswirtschaftlicher Kennzahlen ermittelt. Häufig wird auch ein Betriebsvergleich mit Unternehmen derselben Branche durchgeführt. Dies geschieht ohne Rücksicht auf den aktuellen Börsenkurs der alten Aktien, so dass der festgesetzte Emissionskurs im Regelfall vom aktuellen Börsenkurs abweicht. Dadurch kann es zu einer Unter- oder Überbewertung kommen.

## Wirtschaftliche Aspekte
Beim Bookbuilding-Verfahren und beim Festpreisverfahren wird der Emissionskurs meist unterhalb des vermuteten Gleichgewichtskurses festgesetzt, so dass es zu einer Unterbewertung kommt, die beim Festpreisverfahren im Durchschnitt höher ausfällt. Folge kann eine Überzeichnung sein, da Angebot und Nachfrage nicht mit Hilfe des Preismechanismus ausgeglichen werden kann. Dieser Nachfrageüberhang bzw. diese Angebotslücke kann mit Hilfe des Greenshoe gemildert oder beseitigt werden.
Die Preisbildung soll den Emissionskurs oder die Emissionsrendite bei Effekten (Aktien oder Anleihen) festlegen und dabei dem Gleichgewichtspreis nahe kommen. Aufgrund seiner immanenten Gefahr, dass Fehleinschätzungen des „angemessenen“ Emissionskurses zu Irritationen der Aktionäre führen können, ist das ehemals führende Verfahren fast vollständig vom deutschen Emissionsmarkt verschwunden und wurde seit 1995 in Deutschland durch das Bookbuilding-Verfahren ersetzt.
Heute wird das Festpreisverfahren nur noch im Rahmen von Bezugsrechtsemissionen angewendet, da hierfür durch § 186 Abs. 2 AktG zwingend ein genau bezifferter Emissionskurs (Ausgabebetrag) nötig ist.